# بافت تاریخی بروجرد

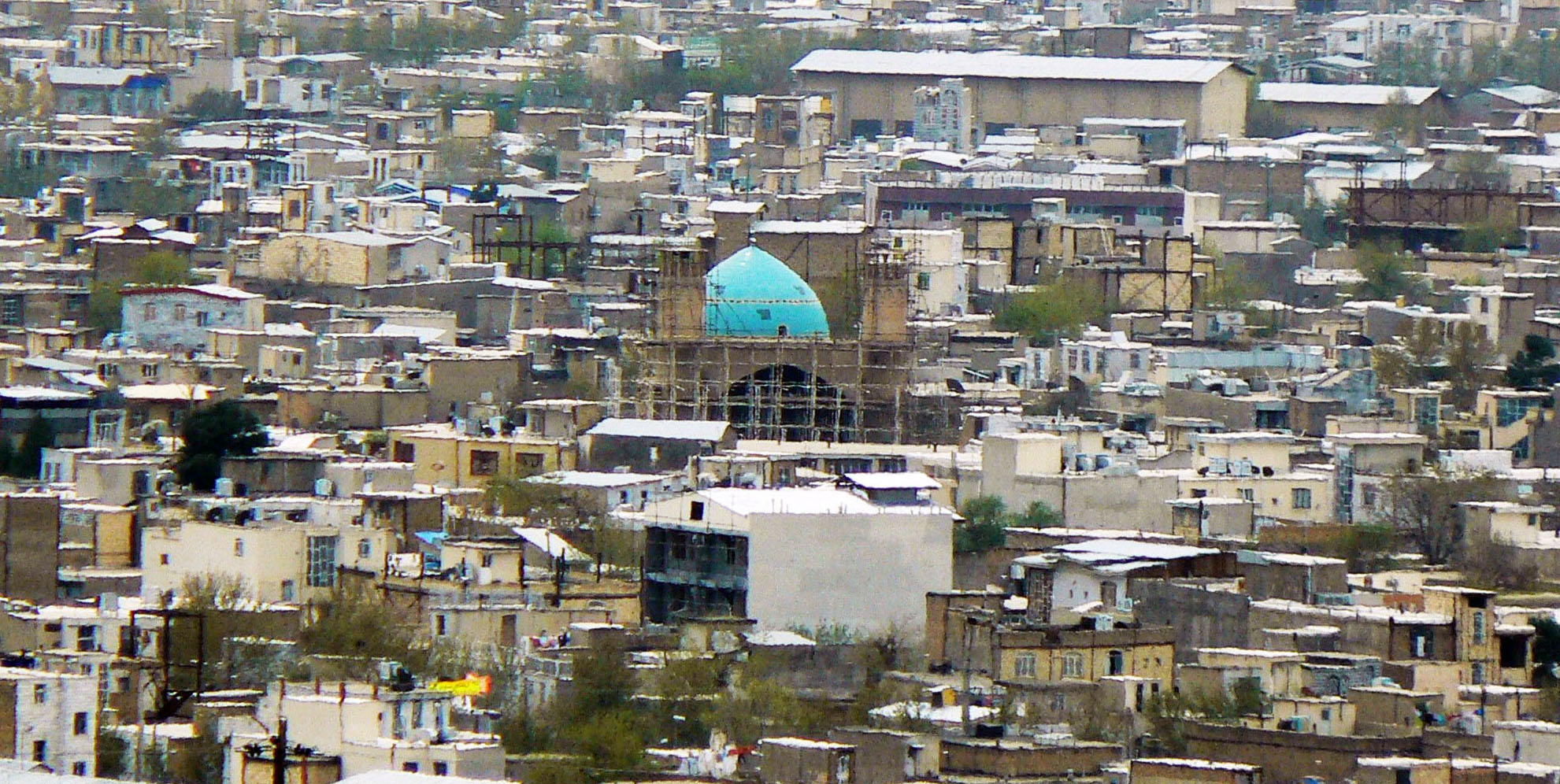
مسجد جامع و مناطق پیرامون آن.

بافت تاریخی بروجرد به محدوده‌ای از مناطق مرکزی شهر بروجرد گفته می‌شود که هسته قدیمی این شهر را تشکیل می‌دهند. در سال‌های اخیر، مطالعه و حفاظت از بناهای ارزشمند این بافت مورد توجه سازمان‌های مرتبط قرار گرفته‌است. بیشتر آثار موجود در این منطقه مربوط به دوره قاجار و قبل از آن هستند و برخی مسجدها و خانه‌های اعیانی آن از ارزش گردشگری و تاریخی زیادی برخوردارند.

## پیشینه

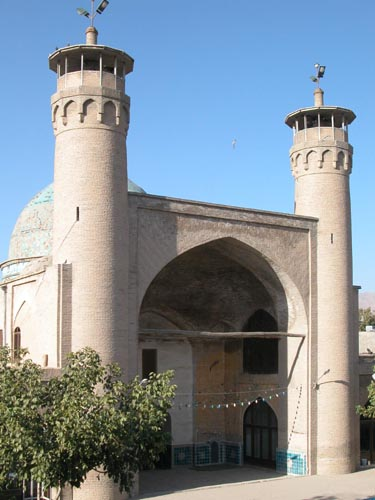
مسجد جامع بروجرد قرن سوم ه. در بافت تاریخی بروجرد

با توجه به قدمت تاریخی و وجود بناها و ساختمان‌های قدیمی قابل توجه، بافت قدیم بروجرد به عنوان یک طرح ویژه مورد توجه سازمان میراث فرهنگی قرار گرفت و کار مطالعاتی آن از سال ۱۳۸۵ آغاز شد. به همین منظور با اختصاص ردیفی در بودجه ملّی، مطالعات اولیه و مستندسازی این بافت آغاز شد. در این راستا با ایجاد پایگاه بافت تاریخی بروجرد، شهرداری بروجرد، سازمان مسکن و شهرسازی استان لرستان و اداره کل میراث فرهنگی، گردشگری و صنایع دستی لرستان، طرح مشترکی را برای مطالعه و بررسی بافت تاریخی این شهر آغاز کردند که هدف آن شناسائی حدود بافت تاریخی، بناها و گذرهای موجود و زمینه‌سازی برای حفاظت از آن بوده‌است . «پایگاه بافت تاریخی بروجرد» مشتمل بر گروهی از کارشناسان میراث فرهنگی است و زیرمجموعه اداره میراث فرهنگی این شهر است.

## محدوده
بافت تاریخی بروجرد، مجموعه‌ای بالغ بر ۲۸۰ هکتار از مناطق مرکز و شرق این شهر را شامل می‌شود که امروزه بیشتر در محدوده خیابانهای جعفری، صفا، شهدا و بحرالعلوم قرار گرفته‌اند. این بافت تقریباً شامل حدود تقریبی شهر بروجرد در سال ۱۸۵۰ میلادی (‪۱۲۲۸‬ هجری شمسی) است که بر اساس نقشه‌ای که در آن سال توسط ارتش روسیه از این شهر تهیه شده تعریف شده‌است.

## محله ها
بافت تاریخی بروجرد چهار محله یا کوی داشته‌است: 
- کوی دودانگه
- کوی صوفیان
- کوی یخچال
- کوی رازان

دودانگه محله اصلی و مرکز تجاری و اقتصادی این بافت به‌شمار می‌رود . هر محله نیز دارای مرکزی است که خود هسته‌های دیگری را شامل می‌شوند.

## تک بناها
بناهای تاریخی قابل توجهی مانند امامزاده جعفر، مسجد جامع بروجرد و مسجد سلطانی در این بافت قرار گرفته‌اند که قدمت برخی از آن‌ها به بیش از هزار سال می‌رسد. بازار قدیمی بروجرد و چندین کاروانسرای تاریخی نیز در همین منطقه قرار گرفته‌اند. برخی دیگر بناهای تاریخی در بافت قدیمی بروجرد عبارت‌اند از:
- مسجد رنگینه از دوره زندیان
- مسجد قلعه از دوره قاجار
- امامزاده قاسم
- بازار بروجرد

## خانه های تاریخی
در مطالعه ای که بین سال ۱۳۷۰ تا  ۱۳۷۱ صورت گرفت، بیش از ۲۰۰ خانه تاریخی در سطح شهر بروجرد شناسایی شد. طی سال‌های بعد به دلایل مختلف از جمله زمین‌لرزه ۱۳۸۵، تعداد زیادی از این خانه‌ها ویران شدند. تا سال ۱۳۹۵، تعداد این خانه‌ها به حدود ۴۰ خانه تاریخی رسیده است که ۱۸ مورد از آن‌ها به ثبت ملی رسیده‌اند. قدیمی‌ترین خانه تاریخی بروجرد، خانه حاتمی در خیابان بحرالعلوم است که بنای آن به پیش از دوره زندیه می‌رسد. 
نمونه‌هایی از خانه‌های تاریخی بروجرد عبارتند از:
- خانه بیرجندی
- خانه افتخارالاسلام طباطبایی
- خانه کمال‌الدین نبوی طباطبائی
- خانه سلطانی
- خانه هجری
- خانه مصری
- خانه حاج سیدغفور بریده پز
- خانه همایونی
- خانه گودرزی
- خانه صدرزاده نبوی طباطبایی
- خانه آیت‌الله بروجردی

## تهدیدها

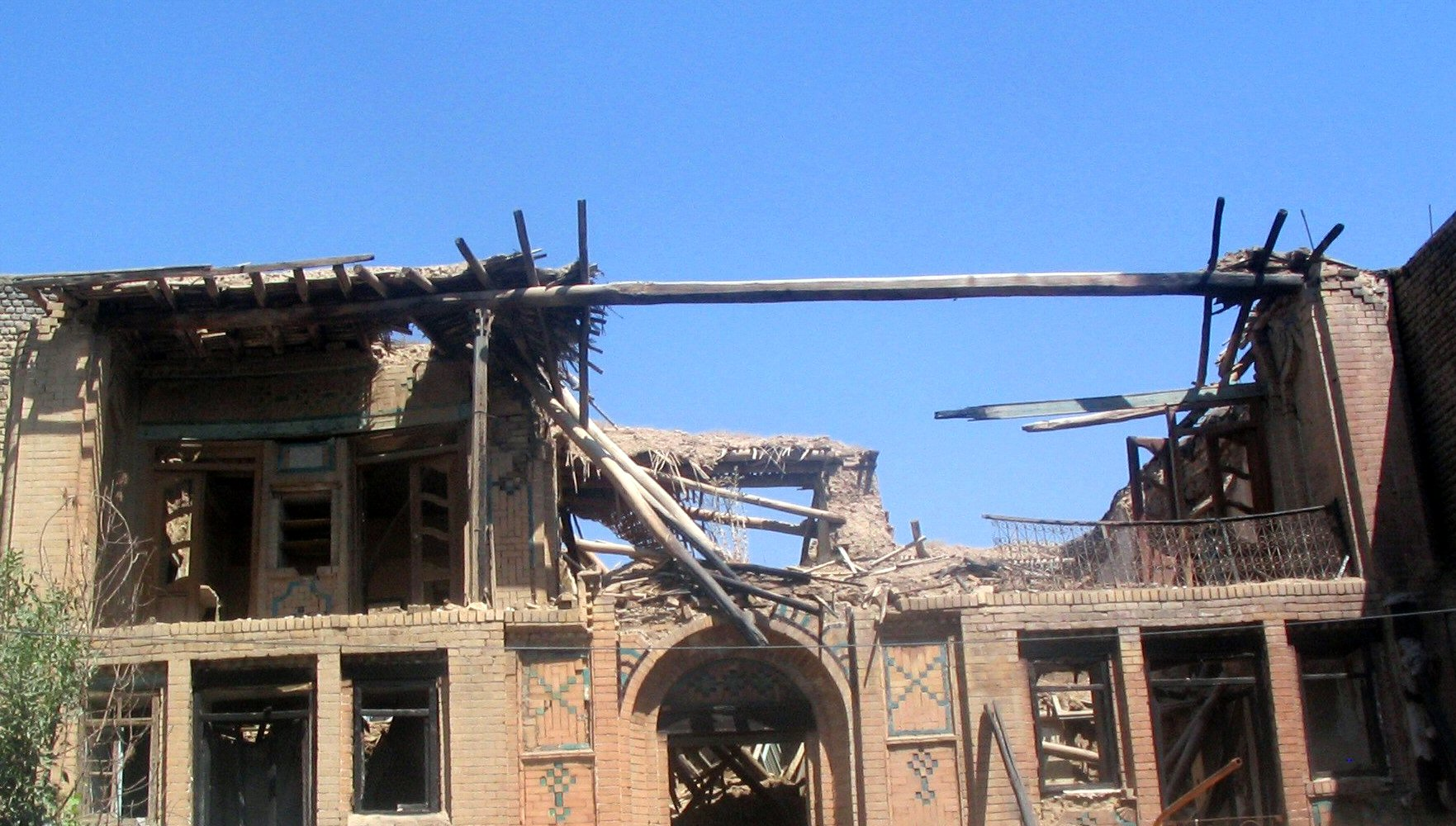
تخریب خانه‌ای تاریخی در زمین لرزه سال ۸۵

زمین لرزه، بارش باران وبرف، و نیز فرسودگی، سه عامل طبیعی هستند که بافت قدیمی این شهر را تهدید می‌کنند. قلعه قدیمی شهر که محدوده بافت تاریخی بروجرد بوده در اثر گسترش محدوده شهر به کلی نابود شده‌است و امروزه اثری از آن برجای نمانده‌است.
زمین لرزه سال هشتاد و پنج، موجب تخریب سی و نه اثر تاریخی بروجرد شد که بیشتر آن‌ها در محدوده همین بافت تاریخی قرار داشتند . همچنین با توجه به تعداد زیاد خانه‌ها و آثار تاریخی در این بافت، سازمان‌های مربوطه امکان خریداری یا نگهداری مناسب از همه آن‌ها را ندارند. برخی مالکان خصوصی سودجو نیز تمایل به تخریب خانه‌های قدیمی خود و ایجاد مجتمع‌های مسکونی جدید دارند. گرمابه گلستان در بازار بروجرد که قدمت آن به دوران صفوی می‌رسید نیز به همین ترتیب توسط سودجویان تخریب شده‌است.

## نامگذاری محله‌های قدیمی بروجرد
علاوه بر چهار محله تاریخی که هسته اصلی شهر بروجرد را تشکیل می دهند مناطق دیگری نیز وجود دارند که دارای قدمت تاریخی هستند. از جمله اینها می‌توان به میدان محمدحسن خان در شمال محدوده مسجد جامع اشاره کرد که بقعه‌ای تاریخی نیز در آن موجود است. بسیاری از محله‌های قدیمی بروجرد با عنوان کوی و کوچه شناخته می‌شوند مانند کوی‌های جعفری، سوزنی، قدغون، یخچال و صوفیان و نیز کوچه‌هایی که بر اساس طبقه اجتماعی یا نوع کار ساکنان نام‌گذاری می شده‌اند مانند نال وَن‌ها  (نعلبند ها)، گله دارها، چاروادارها و غیره. اسامی برخی شخصیت‌های محترم نیز ممکن است در نامگذاری یک محله به کار رفته باشند از جمله کوچه حاچ ظُهرابی (سهرابی)و میدان مَد حسن خان (محمدحسن خان). قلعه تاریخی بروجرد نیز در شکل‌گیری نام برخی مناطق نقش داشته از جمله چال قلعه و پشت قلعه. همچنین برخی مناطق که دارای ارتفاع پست تر نسبت به سایر مناطق بوده‌اند با نام چال شناخته می شده‌اند مانند چال قلعه، چال پسته و باغ چال.